# Вратићу се
Вратићу се (сло. Врнил се бом) је југословенски филм први пут приказан 23. децембра 1957. године. Режирао га је Јоже Гале а сценарио су написали Зоран Глушчевић и Јара Рибникар.

## Радња
Након низа година, Јана се сусреће са Бранком Меданом, херојем из НОБ-а и пензионисаним пуковником, инвалидом који се у новом животу није снашао. Осакаћен, пун је комплекса и окружен зидом неповерења од средине и својих најбољих другова. Јана, која се у међувремену удала и која је у браку остала вечита усамљеница, покушава извући Бранка из таквог стања и доказати му како је потребан њој и људима који га окружују. Бранко воли Јану али се уједно плаши те љубави и тражи нове доказе да га Јана стварно воли...

## Улоге
| Глумац                  | Улога                            |
| ----------------------- | -------------------------------- |
| Стево Жигон             | Бранко Медан, пуковник           |
| Ирена Колесар           | Јана Дујшин, супруга             |
| Стане Север             | Иван Дујшин, супруг Јанин        |
| Миа Оремовић            | Марија, сарадница у музеју       |
| Васа Пантелић           | Јавни тужилац                    |
| Драгослав Поповић       | Судија                           |
| Илија Џувалековски      | Бранков адвокат                  |
| Михајло Бата Паскаљевић | Бранков пријатељ                 |
| Северин Бијелић         | Јован Мартиновић, учесник у тучи |
| Драган Тодић            |                                  |
| Стјепан Писек           | Човек у судници                  |
| Борис Смоје             |                                  |
| Морис Леви              | Сведок на суду                   |
| Јован Ранчић            |                                  |
| Миле Пани               |                                  |

Остале улоге ▼
| Глумац           | Улога                                 |
| ---------------- | ------------------------------------- |
| Реља Башић       | Сведок на суду                        |
| Људевит Геровац  |                                       |
| Јовиша Војиновић | Сведок на суду                        |
| Јелена Жигон     | Сведок на суду (као Јелена Јовановић) |
| Милорад Самарџић |                                       |
| Јосип Билић      |                                       |
| Сафет Башагић    |                                       |
| Љиљана Сремпре   |                                       |
| Рејхан Демирџић  | Члан већа суда                        |
| Миленко Ђедовић  |                                       |
| Тома Курузовић   |                                       |
| Марија Тоциноски |                                       |

Комплетна филмска екипа ▼
| Редитељ                   | Јоже Гале           |                                           |
| Сценариста                | Зоран Глушчевић     |                                           |
| Сценариста                | Јара Рибникар       |                                           |
| Композитор                | Маријан Козина      |                                           |
| Директор фотографије      | Иван Маринчек       |                                           |
| Монтажер                  | Зора Бранковић      |                                           |
| Сценограф                 | Владимир Тадеј      |                                           |
| Уметнички директор        | Владо Бранковић     |                                           |
| Одсек за шминку           | Софија Николић      | шминкерка                                 |
| Одсек за шминку           | Шукрија Шаркић      | шминкерка (као Шуцо Шаркић)               |
| Менаџер продукције        | Мишо Финци          | директор филма                            |
| Менаџер продукције        | Исо Таубер          | помоћник директора филма                  |
| Менаџер продукције        | Ладислав Вилар      | вођа снимања                              |
| Помоћник режије           | Никола Ђурђевић     | први помоћник редитеља                    |
| Помоћник режије           | Неда Мал            | други помоћник редитеља                   |
| Уметнички одсек           | Сејфудин Тановић    | сценски реквизитер                        |
| Одсек за звук             | Драгутин Јелић      | тон мајстор                               |
| Одсек за камеру и расвету | Суљо Балић          | фотограф                                  |
| Одсек за камеру и расвету | Јан Беран           | први асистент сниматеља                   |
| Одсек за камеру и расвету | Томо Љевак          | пратилац камере                           |
| Одсек за камеру и расвету | Александар Веслигај | пратилац камере (као Ацо Веслигај)        |
| Одсек за костим           | Јосеф Атијас        | гардеробер                                |
| Одсек за монтажу          | Ковиљка Бачвић      | асистент монтажера (као Ковиљка Ивановић) |
| Музички одсек             | Мишо Бушић          | музички уредник                           |
| Остала екипа              | Љубинка Курузовић   | секретар режије                           |